# Calliphora argentina
Calliphora argentina är en tvåvingeart som först beskrevs av Jacques-Marie-Frangile Bigot 1877.  Calliphora argentina ingår i släktet Calliphora och familjen spyflugor. Inga underarter finns listade i Catalogue of Life.